# Александър V (антипапа)
Александър V, с рождено име Пиетро Филарги де Кандия (на италиански: Alessandro V, Pietro di Candia, Pietro Filargo, Petros Philargis de Candia, Philaretos; * 1340, Неаполи, Крит, Венецианска република; † 3 май 1410, Болоня, Папска държава), е от 1409 до 1410 г. като Александър V антипапа към Григорий XII в Рим и Бенедикт XIII в Авиньон. Той е епископ на Пиаченца (1386 – 1388) и архиепископ на Милано (1402 – 1410), от 1405 г. кардинал.

## Живот
Филарги е францисканец и преподава теология на Сорбоната. През 1386 г. той е номиниран за епископ на Пиаченца, през 1402 г. за архиепископ на Милано и 1405 г. за кардинал.
През 1409 г. Филарги е номиниран за папа, което не признават Григорий XII и Бенедикт XIII. Филарги се налага само във Франция и Англия. Той резидира като пръв папа в Пиза.
Александър V умира на 3 май 1410 г. в манастир S. Maria dei Crociferi при Болоня и е погребан консервиран в тамошната църква на Свети Франциск. Наследник на Александър V като папа става неговият вероятен убиец Балтасаре Коса като Йоан XXIII.